# 文莱外交

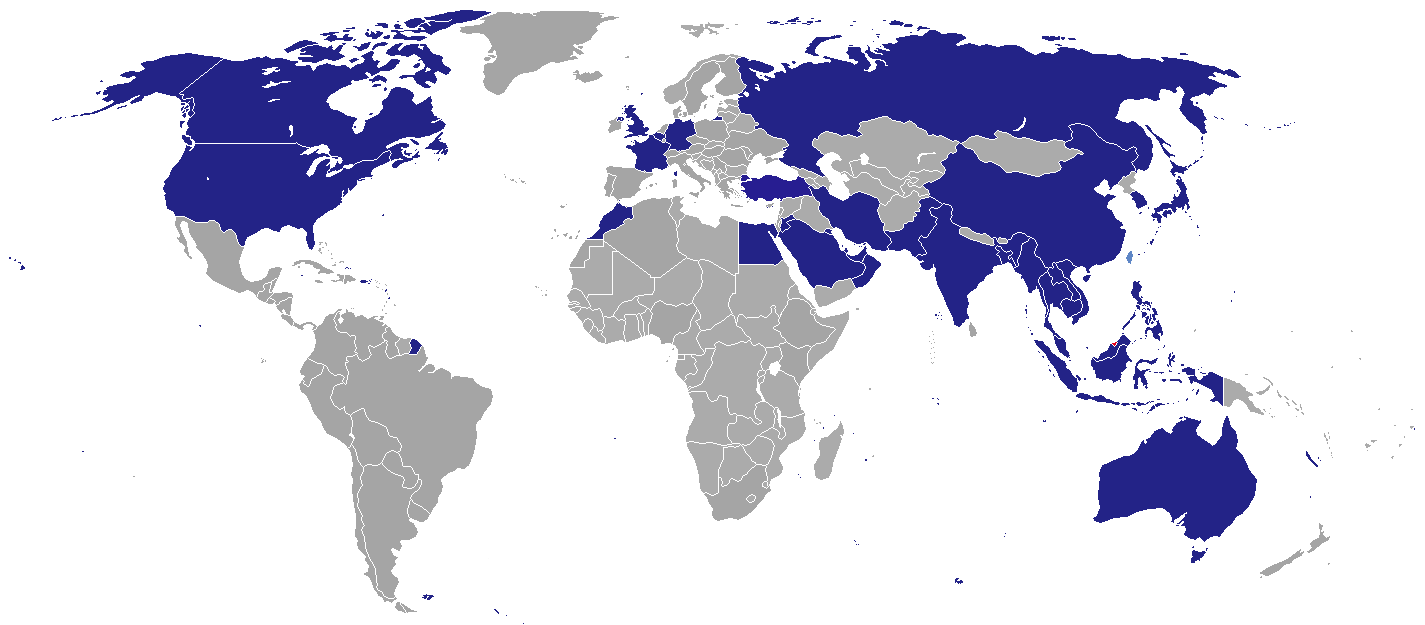
汶萊有在该国设立大使馆。
汶萊未在该国设立大使馆。
汶萊。

汶萊外交泛指汶萊达鲁萨兰国政府建立的对外关系。该国奉行不结盟外交政策，主张国家无论大小强弱都应互相尊重。
截至2021年1月，汶萊已与172个国家建交，共设38个对外派驻机构。
汶萊于完全获得独立一周后的1984年1月7日加入东南亚联盟。汶萊的外交关系中，与东南亚国家的关系处于优先地位。汶萊于1984年9月加入联合国。它也是伊斯兰合作组织、亚太经合组织、英联邦的成员国。汶萊于2000年11月举办过亚太经合组织经济领导人会议。2005年参加过东亚峰会。
汶萊与新加坡关系密切。它与新加坡为同一货币体，并与后者建立密切的军事合作关系。其他国家中，菲律宾、印度尼西亚和马来西亚为其最重要的战略伙伴，它与伊斯兰世界和阿拉伯国家也有广泛联系。 

## 国际组织
汶萊于1984年成为英联邦成员国、ASEAN，于1984年加入联合国和伊斯兰合作组织。他也是国际贸易组织的创始成员国之一。2009年，汶萊与菲律宾签署谅解备忘录，两国在农贸投资领域展开双边合作。

## 双边关系

### 
1945年6月，澳大利亚军队解放被大日本帝国占领的汶萊。两国于1984年1月6日建立外交关系，而澳大利亚为最早与汶萊建交的国家之一。

### 中华人民共和国
双方于1991年9月30日建交。汶萊在北京设有大使馆，中华人民共和国在斯里巴加湾也设有大使馆。两国的外交关系的历史最早可追溯至2000多年前的西汉时期。不過中華人民共和國是1949年才宣布成立的國家，1949年之前的政權（包括西汉时期），只屬於中華人民共和國領土內的歷史政權，與中華人民共和國現時的政權並沒有任何關係，因此兩國的實質外交关系，只由1991年開始。
2018年11月18日，中共中央总书记、中华人民共和国主席习近平抵达斯里巴加湾，开始对汶萊达鲁萨兰国进行国事访问。此系习近平自2012年出任中共中央总书记后对汶萊首访，对新时期提升中文关系具有里程碑意义。
访问期间，习近平同苏丹哈桑纳尔·博尔基亚举行会谈，就中文关系和共同关心的地区国际问题深入交换意见。两国元首一致决定建立中文战略合作伙伴关系，见证了共建“一带一路”合作规划等双边合作文件的签署。双方发表了《中华人民共和国和文莱达鲁萨兰国联合声明》。

### 法國
两国于1984年5月8日建交，汶萊在巴黎设有大使馆，法国在斯里巴加湾也设有大使馆。

### 马来西亚
两国于1984年1月2日建立外交关系，汶萊在吉隆坡设有大使馆，马来西亚也在斯里巴加湾设有一个大使馆。马来西亚和汶萊皆是英联邦成员国。

### 新加坡
两国于1984年1月1日建交，新加坡协助汶萊为其军队培训。
货币制度方面，汶萊元与新加坡元等值交换。